# Tityus pittieri
Espèce
Tityus pittieri est une espèce de scorpions de la famille des Buthidae.

## Distribution
Cette espèce est endémique du Venezuela. Elle se rencontre dans l'État d'Aragua vers Girardot et Ocumare de la Costa de Oro et dans le District capital de Caracas.

## Étymologie
Cette espèce est nommée en l'honneur d'Henri Pittier.

## Publication originale
- González-Sponga, 1981 : « Seis nuevas especies del genero Tityus en Venezuela (Scorpionida: Buthidae). » Instituto Universitario Pedagogico de Caracas Monografias Cientificas Augusto Pi Suner, no 12, p. 1-87.